# Liste der Baudenkmäler in Landshut-Wolfgang
In der Liste der Baudenkmäler in Landshut–Wolfgang sind die Baudenkmäler im Landshuter Stadtbezirk 03 Wolfgang aufgelistet.
Diese Liste ist eine Teilliste der Liste der Baudenkmäler in Landshut. Grundlage der Liste ist die Bayerische Denkmalliste, die auf Basis des bayerischen Denkmalschutzgesetzes vom 1. Oktober 1973 erstmals erstellt wurde und seither durch das Bayerische Landesamt für Denkmalpflege geführt und aktualisiert wird. Die folgenden Angaben ersetzen nicht die rechtsverbindliche Auskunft der Denkmalschutzbehörde.

## Baudenkmäler
| Lage                       | Objekt                 | Beschreibung | Akten-Nr.      | Bild                   |
| -------------------------- | ---------------------- | --- | -------------- | ---------------------- |
| Im Spitalfeld 1 (Standort) | Nordfriedhof           | Nordfriedhof; mehrteiliger Baukomplex bestehend aus polygonaler Aussegnungshalle, abgewinkeltem Hauptgebäude sowie Techniktrakt mit Bedienstetenwohnung, Flachdachbauten mit Klinkerfassaden, Naturstein und Sichtbeton, von Ansgar Henze, 1967–69; mit Ausstattung; Außenanlage, Friedhof mit geschwungener Wegeführung, Baumbestand und korbartig gestalteten Betonbrunnen, gepflasterter und begrünter Hof mit Brunnenanlage vor Eingangsbereich, Stadtbauamt; Einfriedung, Tuffsteinmauern mit Zugängen über Treppenanlagen und Toren. | D-2-61-000-784 | weitere Bilder         |
| Tulpenstraße (Standort)    | III. Burgfriedensstein | 1754 (Im offiziellen Flyer der Stadt Landshut: Standort 12; Burgfriedensstein I) | D-2-61-000-19  | III. Burgfriedensstein |